# Zisi
Zisi, (kitajsko: 子思 ) imenovan tudi Kong Ji, je bil rojen 483 pr. n. št. umrl pa 402 pr. n. št. Bil je kitajski filozof in Konfucijev vnuk (551–479 pr. n. št.). Podprl je filozofski poudarek konfucianizma na Kitajskem v tistem času. Zisi je menda veliko ljudi naučil svojih spisov in prepričanj, dovolj ljudi, da je obstajala "zisijeva šola". 

## Življenje
Kjer je njegov dedek Konfucij začel ločevati med resničnim in domnevanim znanjem, je Zisi nadaljeval meditacije o relativnosti v človeškem poznanju vesolja. Poskušal je analizirati čim več vrst delovanja in verjel, da lahko modri ljudje, ki se zavedajo svojih moralnih in intelektualnih dolžnosti, kopirajo realnost. 
Ena izmed njegovih najpomembnejših kontribucij na področju filozofije je bilo poučevanje Menciusa, ki ga je bil po tradiciji primoran poučevati in širiti konfucianizem. Mencius je pozneje postal zelo vpliven filozof. Menijo, da je Mencius po širjenju ideologije konfucianizma drugi takoj za Konfucijem. 
Zisi je imel takrat nekaj drznih idej, ki so namigovale, da če je človek dovolj moder in ve, da je dovolj moder, lahko "prenese" celotno vesolje v svoje možgane. Nauk o povprečju je zagovarjal, da se vse naredi zmerno, pa tudi, da ostanejo blizu srednje vrednosti, kar pomeni, da si ne bi smeli prizadevati narediti več, kot jim je usojeno.

## Dela
Zisi je prispeval k številnim besedilom, ki so ključnega pomena za razvoj konfucianizma, med njimi tudi delo Zhongyong 中庸 (nauk o sredini). To delo je spodbujalo tri smernice, ki bi, če bi jim sledili, vodile privrženca do tega, da postanejo Junzi ali superiorne osebe. Po Zisijevih naukih bi tisti, ki bi sledili njegovem delu, dosegli višjo raven obstoja in da bi "povprečna oseba" živela svoje življenje v nasprotju s tem, kar pravi Nauk o sredini. Med temi nauki so tri glavna načela: ostati buden , tudi ko si sam, empatija do drugih in ohranjanje povezave z nebesi. Ko se vse te stvari upoštevajo, lahko oseba doseže stanje nadrejene osebe.
Zisi je zaslužen tudi za razvoj teorije wuxinga, petih načinov (xing) moralnega delovanja, s katerimi se vzorne osebe obnašajo. Wuxingpian (»Pet načinov pravilnega vedenja«), prej izgubljeni dokument, ki so ga našli med izkopavanji v Mawangduiju in Guodianu in ga mnogi učenjaki pripisujejo Zisijevi šoli, te načine predstavlja kot dobronamernost (ren), pravičnost (yi), modrost (zhi) in bistroumnost (sheng). Mencius je prve štiri prilagodil kot »štiri kalčke« (siduan) vrline v človeškem srcu in umu. Teorija Wuxinga je pridobila popularnost in vpliv po tem, ko je alkimist Zou Yan (340–260 pr. n. št.), morda neodvisno od Zisijeve šole, razvil teorijo kot pet faz kozmične generacije in transformacije: les (mu), ogenj (huo), zemlja ( tu), kovina (jin) in voda (shui). 